# Витерби (Њујорк)
Витерби (енгл. Witherbee) насељено је место без административног статуса у америчкој савезној држави Њујорк.

## Демографија
По попису из 2010. године број становника је 347.
| Група             | 2000.    | 2010.       |
| Белци             | 0 (0,0%) | 332 (95,7%) |
| Афроамериканци    | 0 (0,0%) | 5 (1,4%)    |
| Азијати           | 0 (0,0%) | 0 (0,0%)    |
| Хиспаноамериканци | 0 (0,0%) | 5 (1,4%)    |
| Укупно            | 0        | 347         |